# 沃日多瓦茨球场
沃日多瓦茨球场（羅馬化：Stadion FK Voždovac）又称购物中心球场（Stadion Shopping Center），是位于塞尔维亚贝尔格莱德沃日多瓦茨的一座足球場，是沃日多瓦茨足球俱樂部的主场。该球场是世界上为数不多的专为职业足球设计的屋顶体育场之一，建在购物中心的顶楼，并于2013年8月开放。

## 历史
在沃日多瓦茨的旧场馆被拆除后，沃日多瓦茨的Zaplanjska街于2011年开始建设新购物中心，新球场位于该购物中心的顶楼。该球场的容量为5,175人，符合欧足联关于欧洲冠军联赛和欧洲联赛的所有标准。